# Triệu Nhĩ Tốn
Triệu Nhĩ Tốn (chữ Hán: 趙爾巽, bính âm: Zhào Ĕrxùn; 1844 – 1927) là nhà chính trị, sử gia cuối thời Thanh đầu thời Dân Quốc, tự Công Tương, hiệu Dĩ San, là người của Hán quân Chính Lam kỳ, tổ tiên gốc Thịnh Kinh (nay thuộc tỉnh Liêu Ninh), quê Phụng Thiên, Thiết Lĩnh. được bổ nhiệm làm quan địa phương cuối thời Thanh, từng trấn áp thành công thế lực cách mạng Tân Hợi trong thời kỳ làm Tổng đốc tỉnh Đông Tam. Sau cách mạng Tân Hợi ông được chính phủ của Viên Thế Khải, Đoàn Kỳ Thụy mời làm chủ biên bộ ‘’Thanh sử cảo’’. Em trai là Triệu Nhĩ Phong (趙爾豊) nổi tiếng vì bình ổn Tây Tạng cuối thời Thanh.

## Niên biểu
- Năm 1867, đậu cử nhân thời vua Đồng Trị.
- Năm 1874, trong thời vua Quang Tự đậu Tiến sĩ. Từng giữ các chức Biên tu Hàn Lâm Viện, Án Sát sứ các tỉnh An Huy, Thiểm Tây, Bố Chính sứ Sơn Tây, Tân Cương, Cam Túc.
- Tháng 11 năm 1902, phụng mệnh hộ lý Tuần phủ Sơn Tây.
- Năm 1903 tạm giữ chức Tuần phủ Hồ Nam.
- Tháng 4 năm 1904, quay về kinh giữ chức vụ mới Hộ bộ Thượng thư.
- Tháng 4 năm 1905, tới nhận chức Tướng quân Thịnh Kinh.
- Tháng 3 năm 1907, phụng mệnh thay thế Sầm Xuân Huyên làm Tổng đốc Tứ Xuyên, về sau cho em trai là Triệu Nhĩ Phong làm Đại lý.
- Tháng 7 năm 1907, quay về kinh nhậm chức thay Trương Chi Động làm Quân cơ đại thần, rồi giữ thêm chức Tổng đốc Hồ Quảng, trong thời gian này đứng ra thành lập trường Hồ Bắc Pháp Chính Học Đường.
- Tháng 2 năm 1908, khôi phục chức Tổng đốc Tứ Xuyên.
- Tháng 3 năm 1911, thời vua Tuyên Thống thay Tích Lương giữ chức Tổng đốc tỉnh Đông Tam, và được làm Khâm Sai Đại Thần.
- Cách mạng Tân Hợi, từ quan lui về ở ẩn tại Thanh Đảo.
- Năm 1914, được Viên Thế Khải ủy nhiệm làm Trưởng quan Thanh sử quán, chủ biên "Thanh sử cảo".
- Tháng 2 năm 1925, được Đoàn Kỳ Thụy mời làm Chủ tịch hội nghị nhân dịp thành lập Chính phủ lâm thời Bắc kinh, tháng 5 mời làm Tham chính trong Viện Tham chính của Chính phủ lâm thời, đồng thời bổ nhiệm làm Viện trưởng Viện Tham chính.
- Năm 1927, hoàn thành bản thảo "Thanh sử cảo", chẳng bao lâu sau qua đời tại Bắc Kinh.

Trước tác của ông gồm "Hình Pháp Tân Biên", và "Triệu Lưu Thủ công lược".